# كاشيما (ساغا)
مدينة كاشيما (بالإنجليزية: Kashima) هي أحد المدن التابعة لمحافظة ساغا. تأسست رسميًا في 01/04/1954. ويقدر عدد سكانها بـ 31326 نسمة حسب تقدير مكتب الإحصاء الياباني لعام 2012. تبلغ مساحة كاشيما 112.1 كم2. بكثافة سكانية تبلغ 279 نسمة/كم2.

## أعلام
- ماساتسوجو كاواشي
- ماساهيرو إيمامورا

## روابط خارجية
- الموقع الرسمي لمدينة كاشيما نسخة محفوظة 5 مايو 2010 على موقع واي باك مشين.
- مكتب الإحصاءات البريطاني